# Vangelo secondo Giovanni
(Vangelo secondo Giovanni, 8,12)
Il Vangelo secondo Giovanni è uno dei quattro vangeli canonici contenuti nel Nuovo Testamento della Bibbia cristiana.
Esso si presenta come la trascrizione da parte di autori anonimi della testimonianza del «discepolo che Gesù amava» (cfr. 21, 20-24; allo stesso risultato si perviene anche confrontando 19, 25 con 19, 35), che la tradizione identifica con Giovanni l'evangelista, figlio di Zebedeo. Oggi gli studiosi fanno comunque spesso riferimento anche a una scuola giovannea nella quale sarebbe maturata la redazione del vangelo e delle lettere attribuite all'apostolo.
Scritto in greco, è composto da 21 capitoli e come gli altri vangeli narra il ministero di Gesù. Il Vangelo secondo Giovanni è notevolmente diverso dagli altri tre vangeli, detti sinottici, anche se sembra presupporre la conoscenza almeno del Vangelo secondo Marco, di cui riproduce talvolta espressioni peculiari. Mentre i sinottici si basano sulla predicazione del Regno di Dio da parte di Gesù, il quarto vangelo approfondisce la questione dell'identità del Cristo, inserendo ampie digressioni teologiche.
In particolare, Gesù viene identificato con il Logos divino, preesistente alla formazione del mondo. Il concetto di "logos" era stato utilizzato in vario modo nella filosofia greca già da alcuni secoli; ne scrivono ad esempio Eraclito, Cleante e altri filosofi stoici. Giovanni, però, se ne distacca, sottolineando ripetutamente anche l'umanità di Gesù, che, per esempio, scoppia in lacrime per la morte di Lazzaro.

## Composizione

### L'autore del quarto vangelo

#### Giovanni di Zebedeo
L'ipotesi tradizionale, che identificava l'anonimo autore del vangelo - il discepolo che Gesù amava -, con l'apostolo Giovanni, è attestata a partire dalla fine del II secolo. Ireneo, vescovo di Lione, fu il primo ad attribuirgli quel quarto vangelo che circolava nelle comunità dei nazareni. Infatti verso il 180 scrisse:
(Adversus Haereses III, 1, 1)
Eusebio di Cesarea, che riporta questa notizia, ritiene che Ireneo si basasse sulle testimonianze di Policarpo vescovo di Smirne (morto martire a Roma nel 155), il quale avrebbe conosciuto personalmente Giovanni (stavolta l'apostolo) essendone stato discepolo.
Questo è anche confermato da Ireneo medesimo, che nella sua lettera a Florino ricorda il suo incontro con Policarpo di Smirne, e il fatto che Policarpo «raccontava della sua dimestichezza con Giovanni e con le altre persone che avevano visto il Signore» (Storia ecclesiastica V, 20, 4). Ireneo ricorda anche che Policarpo fu eletto vescovo di Smirne dagli apostoli, e Tertulliano asserisce che egli fu fatto vescovo proprio da Giovanni.
Anche il Canone muratoriano, documento risalente al 170 circa, riporta che il quarto vangelo è opera di Giovanni, discepolo di Gesù. Lo scritto di Giovanni, secondo quanto scritto nel canone, sarebbe stato redatto con l'aiuto di tutti i suoi discepoli, tra cui l'apostolo Andrea.

#### La scuola giovannea
Diversi autori moderni mettono però in discussione l'attribuzione del testo a Giovanni e preferiscono fare riferimento a una Scuola giovannea sorta intorno alla figura e alla testimonianza del "discepolo che Gesù amava" citato nel Vangelo.
L'ipotesi di una scuola giovannea si basa su un approccio storico-sociologico che mette in relazione questa esperienza con quella delle scuole dell'antichità classica. Secondo Bruno Maggioni, tale comunità dovette confrontarsi con le sfide poste dalla religiosità ellenistica, che sosteneva la contrapposizione del divino e dell'umano, e dalla politica intransigente di Domiziano.

#### Dibattito
La diversità del vangelo di Giovanni rispetto ai sinottici aveva portato una parte della critica moderna a disconoscere il testo e la sua storicità, considerandolo una ricostruzione teologica tarda. Le radicali datazioni tardive furono però abbandonate dopo la scoperta di alcuni papiri egizi, tra cui il papiro 52, che mettevano in chiaro come il vangelo doveva necessariamente essere stato scritto nel I secolo. Tra coloro che influirono sull'esegesi del quarto vangelo ci furono Rudolf Bultmann e Martin Hengel. Mentre il primo definiva "l'idea dell'incarnazione del redentore di origine gnostica", il secondo confutava questa tesi: "Non esiste sul Redentore alcun mito gnostico cronologicamente pre-cristiano, attestabile sulla base delle fonti". Tuttavia l'indagine moderna sul vangelo di Giovanni ci dice che il quarto vangelo poggia su conoscenze precise dei luoghi e dei tempi, e pertanto può essere opera di qualcuno che aveva familiarità con la Palestina dei tempi di Gesù. È inoltre divenuto evidente che il vangelo ragiona e argomenta a partire dall'Antico Testamento, ed è profondamente radicato nel giudaismo dell'epoca di Gesù.
Il vangelo afferma di risalire ad un testimone oculare delle vicende narrate, evidentemente colui "che stava presso la croce" e che era "il discepolo che Gesù amava" 19,26. In 21,24 questo discepolo viene menzionato come autore del vangelo, e compare anche in 13,23, in 20,2-10, in 21,7, e forse in 1,35-40 e in 18,15. Alcuni esegeti concordano su Giovanni di Zebedeo autore del quarto vangelo: "Giovanni figlio di Zebedeo sembra rispondere a molti dei requisiti fondamentali per l'identificazione. Egli non solo era uno dei dodici ma, insieme a Pietro e Giacomo, uno dei tre discepoli costantemente scelti da Gesù per stare con lui. La combinazione di prove interne ed esterne che associano il quarto vangelo con Giovanni figlio di Zebedeo fa di questa ipotesi la più robusta". Altri studiosi avanzano dubbi su questa identificazione: ad esempio si è dubitato di come Giovanni, figlio di un pescatore, potesse avere la profondità teologica per scrivere il quarto vangelo e su come potesse avere accesso al tempio ed essere noto addirittura al sommo sacerdote. Tuttavia, l'esegeta francese Henri Cazelles ha ribattuto, con una ricerca sociologica sul sacerdozio del tempio prima della distruzione di Gerusalemme, che l'identificazione dell'autore del quarto vangelo con l'apostolo Giovanni rimane plausibile: le classi sacerdotali prestavano infatti il loro servizio per una settimana due volte l'anno, per poi tornare nella propria terra. E non è da escludere che tali sacerdoti esercitassero una propria professione per guadagnarsi da vivere: emerge infatti dallo stesso Vangelo che Zebedeo, padre di Giovanni, non era un semplice pescatore, ma dava da lavorare a vari giornalieri. Zebedeo quindi può essere un sacerdote e avere al contempo una proprietà in Galilea.
Gli studiosi dell'interconfessionale Bibbia TOB sottolineano, invece, in merito a una redazione di tale vangelo fatta dallo stesso apostolo Giovanni, come "la maggior parte dei critici esclude questa eventualità". Gli esegeti della École biblique et archéologique française (i curatori della Bibbia di Gerusalemme) osservano, inoltre, che "simile identificazione, per quanto venerabile, non resta esente da difficoltà. Alcuni grandi esegeti, dopo averla ammessa, l'hanno abbandonata. Certamente sono stati indotti da seri motivi. Ci si può domandare perché l'apostolo Giovanni abbia omesso di raccontare alcuni episodi ai quali aveva assistito, episodi importanti come la risurrezione della figlia di Giairo (Mc 5,37), la trasfigurazione (Mc 9,2), l'istituzione dell'eucaristia (Mc 14,17), l'agonia di Gesù al Getsèmani (Mc 14,33)". 
 Inoltre, in merito alle indicazioni contenute nello stesso vangelo di Giovanni, gli studiosi del "Nuovo Grande Commentario Biblico" rilevano che "l'autore di Gv21 chiaramente non identifica il discepolo prediletto, che sta all'origine della tradizione giovannea, con Giovanni figlio di Zebedeo. Gv 21,2 parla de «i (figli) di Zebedeo», mentre 21,7-20 parla del discepolo prediletto" e "un'altra difficoltà per l'affermazione che Giovanni, il figlio di Zebedeo, sia l'autore del quarto vangelo, viene da quanto presuppone Mc 10,39: tutti e due i fratelli avrebbero sofferto il martirio. Gv 21,20-23 asserisce abbastanza chiaramente che il discepolo prediletto non morì martire come Pietro". 
Anche Raymond Brown - concordemente a molti altri studiosi, come l'esegeta John Dominic Crossan, tra i cofondatori del Jesus Seminar, e lo storico e biblista Bart Ehrman - ritiene che il vangelo secondo Giovanni e i sinottici siano di autori ignoti e sottolinea altresì che tali autori non furono neppure testimoni oculari.

### La formazione del testo
Se allo stato attuale della ricerca il quarto vangelo è ricondotto a un nucleo giovanneo, la complessità della redazione del testo solleva ulteriori domande. Eusebio di Cesarea riferisce di un'opera in 5 volumi del vescovo Papia di Ierapoli, morto nel 130 circa, in cui egli afferma di non aver conosciuto personalmente gli apostoli, ma di aver ricevuto la dottrina da persone loro vicine. Papia parla di altri che sarebbero stati a loro volta discepoli di Gesù, e cita "Aristione" e un “presbitero Giovanni”, tracciando una chiara distinzione tra quest'ultimo e l'apostolo Giovanni figlio di Zebedeo.
Papia, in sostanza, conferma che a Efeso esisteva una sorta di scuola giovannea in cui militava anche il “presbitero Giovanni”, che compare in modo chiaro nella Seconda e nella Terza lettera di Giovanni “come mittente e autore del testo semplicemente con il titolo de ‘il presbitero'. Evidentemente non coincide con l'apostolo, così che in questa parte del testo canonico incontriamo la misteriosa figura del presbitero”. È probabile che dopo la morte dell'apostolo fu il “presbitero Giovanni” ad essere considerato pieno detentore della sua eredità. Allo stesso modo è plausibile che i contenuti del quarto vangelo risalgono a Giovanni figlio di Zebedeo, mentre il “presbitero si è visto come il suo trasmettitore e portavoce”.
Pertanto dietro il quarto vangelo, "c'è un testimone oculare, Giovanni di Zebedeo, e la redazione dello stesso vangelo è avvenuta anche nella vivace cerchia dei suoi discepoli e con l'apporto determinante di un discepolo a lui familiare”. Appunto il “presbitero”, anch'egli, come precisa Papia, discepolo e conoscitore di Gesù, anche se non facente parte della cerchia dei dodici.
In Giovanni il soggetto del ricordo è sempre il “noi” (2,17, 2,22, 12,16), “egli ricorda nella e con la comunità della Chiesa, e per quanto l'autore si presenti come singolo in veste di testimone, il soggetto del ricordo che qui parla è sempre il noi della chiesa”. Il Vangelo, insomma, si basa sul ricordo dell'apostolo, che però è un ricordarsi insieme nel “noi” comunitario della Chiesa. Per questo motivo il quarto vangelo non fornisce solo una trascrizione stenografica delle parole e delle attività di Gesù ma, “in virtù del comprendere nel ricordarsi, ci accompagna al di là dell'aspetto esteriore fin nella profondità della parola e degli avvenimenti”. A tal proposito, secondo Xavier Léon-Dufour, una lista delle opere da leggere nella liturgia, risalente al 170 circa, precisa che “se Giovanni scrisse a nome proprio”, lo fece “con l'approvazione di tutti”.
Vari sono gli autori che concordano con l'ipotesi di una "scuola giovannea" o di un più informale "circolo giovanneo" che faceva riferimento all'insegnamento dell'apostolo, operante probabilmente ad Efeso (località indicata come luogo di composizione del Vangelo anche da Ireneo e Policrate). Il testo sarebbe indirizzato a cristiani di origine non ebraica, con formazione culturale ellenistica. Diversi passaggi suggeriscono che il testo si sia formato mentre si delineava la separazione dalla sinagoga e portano gli studiosi a ritenere che la data di composizione sia da individuare intorno alla fine del I secolo. La presenza di eventi della vita di Cristo in ordine differente rispetto a quello presentato negli altri vangeli più antichi e l'apparente aggiunta successiva dell'ultimo capitolo, hanno fatto ipotizzare che la redazione finale sia frutto di una composizione di brani differenti. È ritenuto probabile che gli estensori del Vangelo di Giovanni conoscessero i contenuti dei tre vangeli sinottici, ma forse non avevano accesso a loro copie.

#### Alcune ipotesi moderne
Secondo alcuni studiosi, la gestazione dell'opera sarebbe durata circa 60 anni, durante i quali ebbe luogo una maturazione della visione teologica in seno alla comunità. Tale maturazione riguarda la riflessione sulla vita di Gesù, la comprensione dei segni liturgici, ma anche il senso della storia, in relazione alla caduta di Gerusalemme (sottomessa nel 70 d.C. dai romani) e all'inizio delle persecuzione dei cristiani. Secondo questi studiosi, il Vangelo di Giovanni sarebbe "stato composto alla fine del I secolo, forse agli inizi del II da discepoli del discepolo che nel testo viene definito amato".
Altri studiosi, invece, ipotizzano una scrittura del Vangelo più vicina ai fatti raccontati. Una delle prove sarebbe il fatto che all'inizio del quinto capitolo, Giovanni dà per scontato che a Gerusalemme ci sia la Piscina di Betzaeta, con cinque portici, e che sia in funzione (5,2). In realtà, dopo l'anno 70, ciò non sarebbe stato possibile a causa della distruzione della città da parte dei Romani ma, come ha notato il neotestamentarista Klaus Berger, "della distruzione di Gerusalemme, nel vangelo secondo Giovanni, non si sa nulla". L'analisi linguistica, inoltre, potrebbe far supporre l'esistenza di una prima versione aramaica. È dunque possibile che anche Giovanni abbia scritto un suo Vangelo pochi anni dopo la morte di Cristo, anche se questo testo, poi, subì rimaneggiamenti e aggiunte. Questo fatto ovviamente andrebbe a favore della credibilità storica, visto che il Vangelo risulterebbe scritto in un'epoca in cui i testimoni oculari delle vicende erano ancora vivi ed avrebbero potuto contraddire l'evangelista nel caso in cui egli non avesse riportato fedelmente i fatti storici avvenuti.
I discorsi presenti nel Vangelo di Giovanni, sono il frutto di teologia, di letteratura e di meditazione; il testo ha un valore anche letterario, pieno come è di richiami, di riprese e di approfondimenti al proprio interno. È un grande tessuto dove diversi fili si incrociano e si intrecciano.
Il quarto Vangelo rispecchia la vita dell'autore e della sua comunità. Un discepolo o un apostolo prima di tutto ha predicato. Dalla predicazione iniziale nasce qualche scritto che a sua volta si evolve, viene riletto, riscritto, ritoccato, finché si arriva alla stesura definita.
Il Vangelo non è un'opera autonoma, perché fa parte di un gruppo di scritti: è infatti strettamente legato alle tre lettere e, secondo la tradizione, all'Apocalisse. Le lettere giovannee, in particolare, ci permettono di parlare di un ambiente vitale d'origine che è una comunità con un proprio linguaggio e una particolare mentalità.
Alla luce di questa situazione, la storia del quarto Vangelo può essere schematizzata in questi cinque stadi:
1. nella fase della predicazione si costituiscono lentamente le tradizioni evangeliche;
2. il materiale tradizionale assume una forma particolare e viene strutturato in raccolte letterarie;
3. tutto questo molteplice materiale subisce un coordinamento organico, che equivale a una prima edizione:
4. in seguito il testo viene aggiornato tenendo conto delle difficoltà e dei problemi insorti nel frattempo, e si può parlare di una seconda edizione;
5. l'edizione definitiva è curata da un redattore diverso dall'autore, forse dopo la morte dell'apostolo.[senza fonte]

Tutto questo avviene nella comunità di Efeso (capitale della provincia romana d'Asia, sulla costa occidentale dell'odierna Turchia). Giovanni visse ad Efeso probabilmente gli ultimi 20-30 anni della sua vita, nella seconda metà del I secolo. È appunto tra il 60 e il 100 che viene collocata la stesura definitiva dell'ultimo Vangelo.

### Datazione
La redazione finale del Vangelo di Giovanni viene in genere datata poco prima del 100, o comunque negli anni a cavallo tra la fine del I e l'inizio del II secolo. Per la datazione, in anni recenti gli studiosi hanno potuto avvalersi anche di contributi legati al ritrovamento di un antico papiro, il P52, contenente un frammento del testo giovanneo. Un'ipotesi minoritaria, proposta di recente, ipotizza invece una datazione del Vangelo precedente al 70.
Il volume Redating the New Testament di John Arthur Thomas Robinson (1976), sostiene l'ipotesi che il quarto vangelo fu scritto prima dell'anno 70, in base agli elementi di seguito riportati: 
1. la piscina di Betzaeta effettivamente rinvenuta con cinque portici dagli scavi archeologici, così come descritta in Giovanni 5,2[46]. Il tempo presente indica evidentemente che la piscina esisteva ancora al tempo in cui Giovanni scrisse il vangelo;
2. l’abbondanza delle acque a Ennòn, vicino a Salìm (Gv 3,23 Gv 3,23[47]);
3. il riferimento al litostroto;
4. la precisione nell'indicare le feste giudaiche e la Passione di Gesù, segni del fatto che fu uno dei testimoni oculari degli eventi;
5. l'assenza di riferimenti ai Gentili, eccetto Giovanni 12,20-21[48], Pilato e i Romani;
6. la menzione della topografia di Gerusalemme e delle divisioni geografiche della Palestina prima della Guerra giudaica.[49]

### Documentazione testuale
Il manoscritto più antico contenente un brano del Vangelo secondo Giovanni è il Papiro 52, che è stato datato intorno all'anno 125. Questo frammento di cm 8, 9 x 6 è chiamato anche Papiro Rylands 457 ed è uno dei più vecchi frammenti di papiro del Nuovo Testamento. È stato ritrovato in Egitto ed è in forma di codice, scritto da ambo i lati e contiene Giovanni 18,31-33 e 18,37-38, ovvero un brano della Passione del vangelo giovanneo. Attualmente è conservato presso la John Rylands Library di Manchester, Inghilterra. Poiché il frammento è separato dall'originale autografo da almeno una copia, la data di composizione del Vangelo secondo Giovanni non può essere posteriore a qualche anno prima della produzione di {\displaystyle {\mathfrak {p}}}52; tale data va arretrata ulteriormente per permettere all'opera originale di diffondersi dal luogo di composizione del vangelo a quello di scoperta di {\displaystyle {\mathfrak {p}}}52, offrendo così una conferma alla data tradizionalmente accettata per la redazione definitiva di Giovanni, verso la fine del I secolo.
Il vangelo è presente anche nel Papiro 66 o papiro Bodmer II, risalente all'anno 200 circa, nei papiri P45 e 75 del 250, nel Codex Vaticanus del 300 e infine nel Codex Sinaiticus del 350.
Dal canone muratoriano del 170 si intuisce che a Roma il vangelo secondo Giovanni era considerato canonico probabilmente durante l'episcopato di Pio I morto nel 157.

## Contenuto

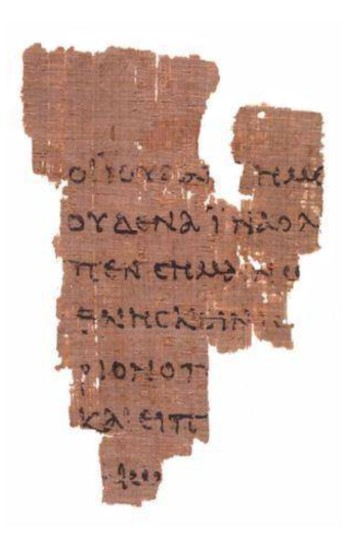
Papiro 52, contenente una parte del Vangelo di Giovanni.

Il Vangelo secondo Giovanni si apre con il famoso "Prologo" o "Inno al Logos" (1,1-18). Qualunque sia stata la sua origine e la sua composizione (di cui vi sono molte ipotesi), esso svolge la funzione insostituibile di fornire la chiave di lettura di tutto il vangelo: tutto quello che Gesù dice e fa è parola di Colui che è la Parola eterna, è rivelazione del Padre, è segno che rimanda all'Incarnazione della Parola in Cristo. Secondariamente il prologo svolge una funzione analoga ai "vangeli dell'infanzia" di Matteo e Luca: escludere ogni dottrina adozionista.
Secondo la maggior parte degli esegeti il testo del quarto vangelo consiste di due parti principali:
- La prima parte, il "Vangelo dei segni" (1,19-12,50[54]) contiene la storia del ministero pubblico di Gesù dalla sua iniziazione battesimale per opera di Giovanni Battista al suo ingresso a Gerusalemme. Il racconto è scandito da sette segni miracolosi, prescelti per le loro implicazioni teologiche, e si articola lungo sette eventi di festa. Il testo, quindi, può essere diviso come segue (ma molti altri schemi sono possibili):
  - L'avvio della missione pubblica di Gesù nel corso della "settimana inaugurale" in Galilea (1, 19-2, 12[55]). Giovanni Battista proclama che Gesù è l'agnello redentore a cui Isaia paragona il Servo di Jhwh (53, 6-7[56]). Questa sezione culmina con la festa di nozze a Cana, durante la quale Gesù compie il primo segno con la tramutazione dell'acqua in vino;
  - Il primo annuncio universale fatto ai giudei nel corso della festa di Pasqua, trasmesso poi agli "ebrei eretici" (i samaritani) e infine ai pagani della Galilea (2-4[57]). Gesù si proclama "acqua zampillante per la vita eterna", realizzando così una seconda profezia messianica di Isaia (55, 1-5[58]). Per Isaia l'acqua rappresenta lo spirito vivificante di Dio (44, 3[59]). Questa sezione perciò culmina con la guarigione del figlio di un funzionario reale;
  - Gesù partecipa poi ad un'altra festa dei Giudei (5[60]), che si tiene di sabato. Nel suo corso Gesù guarisce un paralitico e si dichiara superiore al sabato, durante il quale secondo i farisei non sarebbe lecito compiere neppure le opere buone. Implicitamente si identifica con la Torah, i cinque libri "scritti da Mosè", che rappresentano la parola di Dio per eccellenza e governano il comportamento degli ebrei;
  - Viene poi la seconda Pasqua (6[61]), nel cui contesto Gesù opera altri due segni: la moltiplicazione dei pani e dei pesci e il cammino sulle acque, segni legati all'Esodo. Gesù si proclama "pane vivo disceso dal cielo" come la Manna e la Sapienza di Dio (di cui parlano Proverbi 9, 1-5[62] e Siracide 24, 19-21[63]);
  - Segue la Festa delle Capanne (7-9[64]), durante la quale Gesù si proclama "luce del mondo" (cfr. Isaia 49, 6[65]). Il passo si conclude coerentemente con la guarigione del cieco nato;
  - Viene infine la Festa della Dedicazione (10-11[66]), durante la quale Gesù proclama di essere il Buon Pastore profetizzato da Ezechiele (34, 23-31[67]) e si identifica con Dio Padre (Giovanni 10, 30[68]), padrone della vita. Seguono la Resurrezione di Lazzaro e la congiura contro Gesù da parte delle autorità ebraiche per arrestarlo;
  - L'ultimo capitolo racconta l'ingresso di Gesù in Gerusalemme per la celebrazione della sua terza e ultima Pasqua, in cui giunge la sua ora.
- La seconda parte, il "libro dell'ora di Gesù" o "libro della gloria" (c. 13-20[69]), presenta:
  - l'Ultima Cena (13-17[70]). Da notare che nell'esteso racconto dell'Ultima Cena, che occupa quasi un terzo del Vangelo, Giovanni curiosamente sostituisce il racconto della lavanda dei piedi al tema dell'eucaristia, punto invece centrale degli altri tre Vangeli canonici. Tutti i diversi aspetti che compongono il racconto eucaristico dei sinottici (benedizione e frazione del pane per tutti, potere salvifico del corpo e sangue di Cristo, tradimento di Giuda), compaiono invece nel cap. 6 di Giovanni, sempre nel contesto di una pasqua ma in una narrazione molto diversa;
  - l'arresto di Gesù e il racconto della sua Passione (18-19[71]);
  - la risurrezione (20[72]).

Gli ultimi versetti del libro della gloria contengono una prima conclusione, che riassume gli obiettivi del libro (20,30-31). Proprio alla luce di questi obiettivi sembra emergere l'unitarietà concettuale dei primi 20 capitoli, che trovano nelle parole conclusive di Tommaso (cfr. 20,28) il riconoscimento umano di quanto affermato nel prologo (1,14).

### Il Prologo
Nell'Antico Testamento il prologo del quarto vangelo trova un elemento di confronto solo negli inni alla "Sapienza di Dio", generata sin dall'eternità, inseriti nel libro dei Proverbi (8,22-31) e in quello del Siracide (24,1-11). L'esistenza sin dall'eternità è una prerogativa che i rabbini attribuiranno in seguito anche alla Torah (con cui d'altronde si identifica la Sapienza in 24,23). Il prologo identifica Cristo con la Parola di Dio, creando un rapporto privilegiato fra Gesù e la Torah. Per l'evangelista, Gesù è il compimento delle molte e varie parole della Torah:
- La parola creatrice della Genesi (cfr. i dieci "E Dio disse..." di Genesi 1[79] con Giovanni 1,3[80]);
- Le promesse ai Padri, ad esempio ad Abramo e Giacobbe, realizzate tramite lui;
- La Legge, ora riassunta in un comandamento nuovo (Giovanni 15,12[81])
- Le prescrizioni cultuali e liturgiche. Tutto questo vangelo si articola lungo le feste giudaiche mostrando che Gesù ne è la piena realizzazione.

Le ipotesi sulla composizione di questo documento sono molte. Alcuni autori vi hanno visto una rielaborazione di un inno al logos preesistente, di origine liturgica, associabile anche al terzo trattato della Protennoia trimorfica, un'opera gnostica risalente all'anno 150 circa. Anche in tal caso resta difficile stabilire quale di due documenti dipenda dall'altro e soprattutto ciò ha scarsa importanza per la comprensione del quarto vangelo. 
Gli esegeti del "Nuovo Grande Commentario Biblico" ritengono, comunque, che tale prologo sia stato tratto da materiale precedente e "la struttura parallela delle frasi in questa sezione del vangelo, l'uso di lógos, «parola», che non troviamo più nel resto del vangelo, le interruzioni della struttura da parte del narratore (vv. 6-8[9?].13.15), e l'uso de «i suoi», nel v.11, in un significato contrario a quello che ha in 13,1, tutto ciò sta ad indicare che il prologo ha adattato un materiale tradizionale preesistente"; anche lo storico e biblista Bart Ehrman nota come tale brano - secondo "la maggioranza degli studiosi" - possa ritenersi una composizione di uno scrittore precedente, usata poi dall'autore del Vangelo secondo Giovanni come prologo del suo racconto della vita di Gesù.
Di seguito viene riportata la traduzione di alcuni brani del "Prologo" Giovanneo tratti dalla bibbia interconfessionale approvata anche dalla Chiesa cattolica:
Al principio, c'era colui che è "la Parola".
Egli era con Dio,
Egli era Dio.
Egli era al principio con Dio.
Per mezzo di lui Dio ha creato ogni cosa.
Senza di lui non ha creato nulla.
Egli era la vita
e la vita era luce per gli uomini.
Quella luce risplende nelle tenebre
e le tenebre non l'hanno vinta.
...
Colui che è la Parola è diventato un uomo
e ha vissuto in mezzo a noi uomini.
Noi abbiamo contemplato
il suo splendore divino.
È lo splendore
del Figlio unico di Dio Padre
pieno di grazia e di verità.
...
Dio, nessuno lo ha mai visto:
il Figlio Unigenito, che è Dio
ed è nel seno del Padre,
è lui che lo ha rivelato.

## Le possibili stratificazioni del testo
La struttura letteraria del vangelo manifesta una formazione progressiva: Gerd Theissen ritiene per esempio che non sia stato scritto in un'unica stesura ma che abbia conosciuto due diverse edizioni. Il dibattito sulla genesi del testo è oggi aperto, ma è abbastanza condiviso che esso abbia a monte una lunga storia redazionale. 
Gli esegeti curatori del "Nuovo Grande Commentario Biblico" ritengono che "le transizioni geografiche, cronologiche e letterarie poco scorrevoli all'interno del vangelo rendono probabile l'ipotesi che alla sua composizione abbiano concorso varie e diverse fonti [e] comunque risulta chiaro che sono stati usati, come fonti, diversi tipi di materiale. [...] Gli esegeti hanno fatto riferimento ai problemi di transizioni e di ripetizioni all'interno del vangelo come prove che la sua composizione è avvenuta attraverso più stadi. Gli esempi più chiari di aggiunte al vangelo ricorrono nei cc. 15-17 e 21". Anche gli studiosi dell'interconfessionale Bibbia TOB - analogamente a quelli della Bibbia di Gerusalemme - osservano che "occorre aggiungere che l'opera sembra incompiuta: alcune suture sono strane, alcuni pezzi sembrano senza legame con il contesto. Tutto accade come se l'autore non avesse mai avuto la sensazione di essere giunto al termine. Si potrebbe spiegare così il relativo disordine delle pericopi. È probabile che il vangelo, così come noi lo possediamo, sia stato pubblicato da qualche discepolo dell'autore che vi ha aggiunto il c. 21 e, certamente, qualche osservazione (così 4,2 e forse 4,1; 4,44; 7,39b; 11,2; 19,35)". Gli storici definiscono le transizioni e giunzioni non coerenti, come quelle presenti nel testo giovanneo, "cuciture letterarie", ovvero l'attività editoriale dietro ad un testo segnata dallo stratificarsi di più fonti e autori e un ulteriore problema redazionale, come rileva Raymond Brown, è costituito dal fatto che "poiché nessuno dei quattro evangelisti fu un testimone oculare del ministero di Gesù, la disposizione del materiale di tale ministero nei Vangeli era logica piuttosto che cronologica".
Alcuni tra gli indizi di questa stratificazione sarebbero, ad esempio:
- l'episodio dell'adultera che presentano a Gesù (7,53-8,11[91]): manca in alcuni manoscritti antichi, ha uno stile in armonia con quello di Luca[92] e spezza il filo che collega il testo che lo precede con quello che lo segue;
- la seconda conclusione di (21,1-25[93]): viene dopo una prima conclusione presente nel capitolo 20[94][85];
- le incongruenze interne, le possibili anomalie nella sequenza dei capitoli e i numerosi doppioni presenti nel testo[95].

### L'episodio dell'adultera
L'episodio dell'adultera che presentano a Gesù (7,53-8,11) ) è oggi riconosciuto, dalla pressoché unanimità degli studiosi, essere un'aggiunta posteriore e inizia a comparire regolarmente nei manoscritti attorno al IX secolo, circa 800 anni dopo la stesura del Vangelo secondo Giovanni e, inoltre, non era originariamente presente neppure in nessuno degli altri vangeli canonici. Anche quasi tutti gli studiosi cristiani concordano ormai come tale pericope non appartenga al Vangelo secondo Giovanni e gli esegeti dell'interconfessionale Bibbia TOB confermano che "tutti sono d'accordo nel riconoscere che si tratta di un pezzo di origine sconosciuta, inserito più tardi", mentre gli studiosi curatori del "Nuovo Grande Commentario Biblico" - rilevando anch'essi come il testo non sia presente nei manoscritti più antichi ed affidabili e non sia compatibile con lo stile giovanneo - ritengono che l'interpolazione successiva potrebbe essere stata inserita da un copista per rimediare "le transizioni un poco goffe, gli improvvisi cambiamenti di tema e la mancanza di ambientazione" dei capitoli 7 e 8, dovuti a un complesso processo per l'"edizione del materiale di questi capitoli". Il racconto è anche ritenuto poco preciso in alcuni dettagli storici: se la donna adultera era stata sorpresa in flagrante, pare strano che non si accenni all'uomo che era con lei nel frangente; la legge mosaica - in Lv 20,10 - prescriveva infatti che fossero entrambi colpevoli e quindi da lapidare insieme. Questo aneddoto deriva verosimilmente da una tradizione orale su Gesù che fu successivamente aggiunta da un copista ai margini di un manoscritto del Vangelo di Giovanni e, successivamente, inglobata in questo; in altri manoscritti, alcuni copisti inserirono invece l'episodio dell'adultera in differenti parti dei vangeli, come dopo Gv 21,25 oppure dopo Lc 21,38. Non è presente nei manoscritti siriaci individuati nel 1848 da Cureton, datati tra il V e il VII secolo, né nel Codex Sinaiticus del 350 d.C., né in alcuni codici del Peshito, né in alcune tradizioni copte e armene.
Una minoranza di studiosi cristiani sostiene invece l'originalità di questo passaggio evangelico, vista la citazione di alcuni Padri della Chiesa e scrittori latini quali Tertulliano e Cipriano. Questi studiosi si basano anche sulla testimonianza di San Girolamo, secondo il quale l'episodio "è stato trattato in molti codici greci e latini" (Contra Pelagium, II, XVII): una testimonianza sostenuta oggi dal Codex Bezae di Canterbury e da molti altri testi. L'autenticità del passaggio è anche sostenuta dalla sua presenza nella vulgata, nelle traduzioni etiopi, arabe e slave, e in molti manoscritti del testo armeno e siriano. Tra i padri latini Ambrogio e Sant'Agostino inclusero l'episodio dell'adultera nei loro testi, e spiegarono l'assenza dagli altri manoscritti dicendo che l'episodio sarebbe stato rimosso volontariamente da alcune copie per evitare l'impressione che Gesù giustificasse l'adulterio. (Cfr. Sant'Agostino, “De coniugiis adulteris“). 
In ogni caso, nessun Padre della Chiesa del primo millennio accenna a tale pericope nel quarto vangelo, inclusi anche coloro che dedicarono un'analisi accurata al Vangelo secondo Giovanni, come Origene, Giovanni Crisostomo e Nonno di Panopoli, mentre Didimo il Cieco nel IV secolo, quando parla del racconto di un'adultera, non fa riferimento ad alcun vangelo canonico e si riferisce ad un racconto simile. Il primo autore greco a menzionare la pericope dell'adultera è, nel XII secolo, Eutimio Zigabeno, il quale commenta comunque che le copie più affidabili del quarto vangelo non contenevano tale brano. Anche le chiese copte antiche non lo inserirono nella loro Bibbia. Attualmente, in molte bibbie - ritenendo la quasi unanimità degli studiosi, anche cristiani, che tale racconto non fosse presente originariamente nè in Giovanni, né in nessuno degli altri vangeli canonici - questo brano viene eliminato oppure racchiuso tra parentesi o segnalato in nota come estraneo al testo originale.

### Il capitolo 21
Gli ultimi due versi del ventesimo capitolo di Giovanni indicano chiaramente che l'evangelista intendeva chiudere qui la sua opera: "Molti altri segni fece Gesù in presenza dei suoi discepoli che non sono scritti in questo libro...". Da ciò si trarrebbe la deduzione che il capitolo 21 (c. 21), l'ultimo, fu un'aggiunta successiva da considerare come un'appendice al Vangelo. Il capitolo contiene anche l'episodio della pesca miracolosa, che nel vangelo secondo Luca è invece posizionato all'inizio del ministero di Gesù.
Secondo alcuni studiosi, al momento non vi sarebbero prove sufficienti per sostenere che questa appendice non sia da ricondurre allo stesso evangelista e il vocabolario, lo stile e il modo di presentazione nel suo complesso, rivela la comune paternità di questo capitolo con le parti precedenti del quarto Vangelo. La differenza di stile fra il resto del Vangelo e questo capitolo, secondo Karl August Credner, non esiste: "Non c'è contro il cap. 21 una sola prova esterna e, studiato internamente, quel capitolo ci presenta quasi tutte le particolarità dello stile di Giovanni". Perfino Ernest Renan, citato da Godet, pur dicendo che questo capitolo è un'aggiunta al Vangelo, dichiara che esso è un'aggiunta quasi contemporanea, sia dell'autore stesso, sia dei suoi discepoli. Sarebbe dunque un'aggiunta fatta prima che il libro uscisse dalle mani dell'autore. Inoltre non sono mai mancati gli autori che si dichiarano a favore dell'originarietà del capitolo, sia nell'area degli studi storico-critici sia nell'area dei nuovi approcci letterari, dove in realtà la tendenza è considerare il capitolo pienamente integrato nell'insieme del vangelo. Secondo Alain Marchadour "tra il Vangelo incentrato soprattutto sulla figura di Gesù, che si concludeva col capitolo 20, e il capitolo 21 non c'è contrapposizione, ma collocamento del Vangelo nella Chiesa. Sono esposte le mediazioni necessarie perché il rivelatore prosegua la sua opera: la mensa eucaristica, la missione pastorale di Pietro e dei suoi successori, il ruolo del discepolo che Gesù amava e della sua Chiesa"
Fino a Ugo Grozio, nessuno mise in dubbio che questa aggiunta, o meglio poscritto, fosse dovuta alla penna di Giovanni. Da Grozio in poi l'autenticità di questo cap. 21 è stata aspramente contestata. 
Attualmente, molti autorevoli esegeti cristiani, come quelli della Sacra Bibbia illustrata CEI, riconoscono, infatti, che "20,30-31 è chiaramente la conclusione del vangelo. Il c. 21 fu aggiunto successivamente". Gli studiosi dell'interconfessionale Bibbia TOB osservano, inoltre, che "occorre aggiungere che l'opera sembra incompiuta: alcune suture sono strane, alcuni pezzi sembrano senza legame con il contesto. Tutto accade come se l'autore non avesse mai avuto la sensazione di essere giunto al termine. [...] È probabile che il vangelo, così come noi lo possediamo, sia stato pubblicato da qualche discepolo dell'autore che vi ha aggiunto il c. 21 e, certamente, qualche osservazione (così 4,2 e forse 4,1; 4,44; 7,39b; 11,2; 19,35)" e aggiungono che "posto come epilogo di 20,30-31, quest'ultimo capitolo [21] figura come appendice [...] si potrebbe pensare a un completamento redatto dai discepoli dell'evangelista, forse gli stessi autori degli ultimi due versetti che, fuori contesto, costituiscono un'aggiunta". Anche gli esegeti del "Nuovo Grande Commentario Biblico" rilevano che "gli esempi più chiari di aggiunte al vangelo ricorrono nei cc. 15-17 e 21" e "[20,30-31] questi versetti sono simili alla conclusione di Gv 21,24-25 e 1Gv 5,13. Essi erano stati posti a conclusione del vangelo prima della edizione che aggiunse il c. 21" e osservano inoltre come "l'autore di Gv 21 chiaramente non identifica il discepolo prediletto, che sta all'origine della tradizione giovannea, con Giovanni figlio di Zebedeo. Gv 21,2 parla de «i (figli) di Zebedeo», mentre 21,7.20 parla del discepolo prediletto".

### Possibili incongruenze
Le numerose fratture e incongruenze presenti nel testo - secondo molti studiosi, anche cristiani - riflettono le fasi di composizione dell'opera. 
Le principali sarebbero le seguenti:
- l'episodio della cacciata dei mercanti dal Tempio da parte di Gesù è descritta nel secondo capitolo (Gv 2,13-16[121]) da Giovanni, il quale, a differenza dei sinottici, pone l'episodio all'inizio e non alla fine del ministero di Gesù e gli studiosi del "Nuovo Grande Commentario Biblico" ritengono possibile che, per motivi redazionali, "venne spostato quando fu aggiunto questo nuovo materiale [su Lazzaro[Nota 21]]"[122];
- nei capitoli 2 e 3, Gesù - dopo aver compiuto il suo primo miracolo alle nozze di Cana in Galilea (Gv 2,11[123]) - si reca in Giudea a Gerusalemme dove compie altri miracoli (Gv 2,23[124]). Dalla Giudea, Gesù torna in Galilea dove, sempre secondo Vangelo di Giovanni, al capitolo 4, guarisce il figlio di un funzionario del re a Cafarnao compiendo, a detta di Giovanni, il suo secondo miracolo (Gv 4,54[125]). Quello di Cafarnao, però, non può essere "il secondo miracolo" dopo quello di Cana, essendocene stati altri in Gerusalemme nel frattempo e si ritiene possa essere un'incongruenza dovuta allo stratificarsi di più fonti e autori[126][127];
- nei capitoli 2 e 3, fino al versetto 21 (Gv 2; Gv 3,1-21[128]), Gesù resta a Gerusalemme dove compie dei miracoli, converte persone, dialoga con Nicodemo; nel successivo versetto 22 del capitolo 3 (Gv 3,22[129]), Giovanni dice che, dopo queste cose, Gesù si reca in Giudea, senza considerare che Gerusalemme è già in piena Giudea, essendone anche la capitale[Nota 22]; questo si ritiene dovuto ad aggiunte redazionali nel testo[126];
- in merito all'episodio descritto al terzo capitolo Gv 3,1-21[130] - la conversazione di Gesù con Nicodemo - tale dialogo non può essersi svolto nel modo descritto, in quanto non avrebbe avuto senso fatto in aramaico, la lingua della Palestina che parlavano i due protagonisti; questa conversazione, infatti, ha senso solo se viene riportata in greco, la lingua in cui fu scritto il Vangelo secondo Giovanni, perché si basa sul doppio significato del termine "anothen", che vuol dire sia "di nuovo" che "dall'alto"; Nicodemo, per due volte, attribuisce erroneamente ad "anothen" il significato "di nuovo" (mentre Gesù intendeva "dall'alto") e, in base a questo equivoco, chiede come sia possibile ritornare nel grembo della madre quando si è vecchi per poter nascere di nuovo[131][132];
- 3,22[133] ("Dopo queste cose, Gesù andò con i suoi discepoli nella regione della Giudea; e là si trattenne con loro, e battezzava") va conciliato con 4,1-2[134] ("Quando il Signore venne a sapere che i farisei avevan sentito dire: Gesù fa più discepoli e battezza più di Giovanni - sebbene non fosse Gesù in persona che battezzava, ma i suoi discepoli");
- 4,44[135] ("Gesù stesso aveva dichiarato che un profeta non riceve onore nella sua patria") è una nota di intonazione sinottica (riferita al rifiuto di Gesù a Nazaret, episodio non presente in Giovanni), che sembra stonata nel contesto; infatti subito dopo, al versetto 4,45[136], si dice: "Quando però giunse in Galilea i Galilei lo accolsero con gioia";
- nel passo Gv5,2-7[137] del quinto capitolo - che descrive la guarigione di chi si immergeva nella piscina di Betzaetà in Gerusalemme - vi è il versetto Gv5,4[138], relativo all'angelo che agitava l'acqua, che non è però presente nei manoscritti più antichi e migliori del Vangelo secondo Giovanni e quindi, come nel caso della pericope dell'adultera, si ritiene sia un'aggiunta successiva di un copista al testo originale[139][140][141]; gli esegeti curatori de La Sacra Bibbia illustrata CEI[142] sottolineano che "probabilmente si tratta di una glossa[Nota 23], che voleva spiegare in maniera popolare le virtù guaritrici dell'acqua";
- l'ordine dei capitoli 5;6[143] dovrebbe essere invertito: il capitolo 5[144] è ambientato a Gerusalemme; il capitolo 6[145] inizia affermando: "Dopo questi fatti Gesù andò dall'altra riva del mar di Galilea" in accordo con il fatto che il capitolo 4[146] era ambientato a Cafarnao; infatti, nel capitolo 5 Gesù è a Gerusalemme dove guarisce e insegna e non può, subito dopo (all'inizio del capitolo 6), attraversare il lago di Tiberiade ("mar di Galilea"), che si trova invece in Galilea, a quasi 200 chilometri di distanza[126]. Gli esegeti del "Nuovo Grande Commentario Biblico" osservano che "la sequenza narrativa dei cc. 4-6 è così confusa che molti studiosi ritengono che i capitoli un tempo si susseguissero nell'ordine 4,6,5"[147];
- nel sesto capitolo, dopo la moltiplicazione dei pani (Gv 6,1-14[148]), la transizione redazionale (Gv 6,22-25[149]) fa riferimento all'altra sponda del lago di Tiberiade[Nota 24], ma gli studiosi del "Nuovo Grande Commentario Biblico" - nel sottolineare le difficoltà geografiche e cronologiche che si susseguono per i capitoli 4, 5, 6[Nota 25] - rilevano che "il prossimo discorso ha luogo a Cafarnao, che non si trova «dall'altra parte del mare», bensì sulla sponda nord. La confusione fa pensare a una scarsa familiarità con la regione" e "questi versetti formano una transizione per niente scorrevole tra la moltiplicazione dei pani e il discorso. Un grande numero di varianti testuali in questa sezione mostra che nell'antichità aveva creato dei problemi. Il legame tra Tiberiade e il miracolo della moltiplicazione (v.23) può essere stato creato da resoconti più recenti"[150];
- nel settimo capitolo (Gv 7,3-4[151]) vi sarebbe un'incongruenza - in merito ai miracoli («segni») effettuati da Gesù in Giudea - con quanto riportato nei precedenti capitoli (Gv 2,23; Gv 5,1-9[152]) e gli esegeti della École biblique et archéologique française (i curatori della Bibbia di Gerusalemme) osservano che "la domanda dei fratelli di Gesù in 7,3-4 suppone che egli non abbia ancora compiuto alcun «segno» a Gerusalemme (in opposizione a 2,23 e anche a 5,1-9)" e, per il processo redazionale del Vangelo di Giovanni, rilevano come "nell'interno del testo colpiscono certe affermazioni difficilmente conciliabili fra loro, per non dire contraddittorie"[153];
- 11,2[154] dice che Maria è quella che aveva unto i piedi di Gesù, anticipando un episodio che viene raccontato nel capitolo successivo (12[155]);
- in 12,36[156] si dice che "Gesù se ne andò e si nascose da loro". Dopo la riflessione teologica dei vv. 12,37-43[157], all'improvviso al v. 12,44[158] Gesù grida a gran voce, ma non sono chiari i destinatari;
- durante l'ultima cena, i discepoli Pietro e Tommaso chiedono a Gesù dove sarebbe andato (Gv 13,36; Gv 14,4-5[159]), eppure poco dopo - durante la stessa cena - Gesù li rimprovera di non averglielo domandato (Gv 16,5[160]); gli esegeti del "Nuovo Grande Commentario Biblico" - sottolineando che "Gv 16,5 è in contraddizione con Gv 14,4", così come gli esegeti della Bibbia di Gerusalemme[161] sottolineano che è "impossibile conciliare testi come 13,36 e 16,5" - ritengono come tali discordanze interne del Vangelo di Giovanni siano tra le "prove che la sua composizione è avvenuta attraverso più stadi"[86][162];
- 14,31[163]: dopo due capitoli di discorsi, Gesù dice: "Alzatevi, andiamo via di qui". Nei tre capitoli successivi (15;16;17[164]) il discorso di Gesù continua, senza ulteriori informazioni sullo spostamento; in merito a tali stratificazioni redazionali, gli esegeti dell'interconfessionale Bibbia TOB[165] osservano come "questa sezione giustappone materiale diverso: è chiaro che 14,27-31 costituiva in origine la fine di un discorso d'addio, dopo di che si dovrebbe passare all'incontro degli uomini incaricati di procedere all'arresto (18,1-11)" e anche quelli de La Sacra Bibbia illustrata CEI[166] precisano che "l'ordine dato da Gesù, che ha il suo logico seguito in 18,1, induce a ritenere che i cc. 15- 17 siano stati aggiunti in un secondo momento".

A queste si devono aggiungere alcuni passi simili o ripetizioni, in quanto "i doppioni sono numerosi":
- 3,12-21.31-36[167] e 12,44-50[168] sembrano doppioni;
- 7,28[169] è simile a 8,14[170];
- 7,34-36[171] è simile a 8,21[172];
- gli studiosi della Bibbia di Gerusalemme notano anche che "ci sono troppi tentativi di far arrestare Gesù nel corso di una stessa festa (7,30.32.44; 8,20.59)"[161];
- la doppia chiusura finale, già notata sopra: 20,20-31[173] (dell'evangelista) e 21,24-25[174] (un altro che dà la garanzia).

## Il quarto vangelo e i sinottici
Nonostante la vita di Gesù descritta nel vangelo di Giovanni corrisponda sostanzialmente a quella tratteggiata dai Sinottici e vi siano chiari indizi di collegamenti fra il vangelo giovanneo e la tradizione sinottica, il contenuto e l'impostazione del quarto vangelo ne fanno un'opera indipendente e caratterizzata da sostanziali differenze rispetto agli altri tre vangeli. 
 Tra le differenze principali del testo giovanneo rispetto ai sinottici, si possono riscontrare:
- l'episodio delle Tentazioni di Gesù durante i quaranta giorni nel Deserto della Giudea - avvenuto immediatamente dopo il suo battesimo[Nota 28] e prima di iniziare il suo ministero - è riportato solo dai vangeli sinottici[175], mentre è completamente assente nel Vangelo secondo Giovanni[176]; quest'ultimo precisa in modo esplicito che Gesù - ancora il giorno successivo al suo battesimo - viene visto da Giovanni il Battista presso il Giordano e si recherà tre giorni dopo a Cana, in Galilea, ad una festa di nozze dove inizierà il suo ministero[177];
- nel Vangelo secondo Giovanni (Gv 3,22-24; Gv 4,1-3[178]) - a differenza di quelli di Marco e Matteo[179] - Giovanni il Battista non era stato ancora imprigionato, quando Gesù si recò in Galilea a predicare[180][181];
- il Vangelo secondo Giovanni al passo Gv1,35-51[182] - al contrario dei vangeli sinottici[183], dove Gesù scelse i suoi primi discepoli presso il Lago di Tiberiade, nel Nord del paese - colloca l'incontro con i primi discepoli vicino al luogo del suo battesimo nei pressi di Betania e al fiume Giordano, nel Sud della terra d'Israele, a oltre 150 chilometri dal Lago di Tiberiade. Inoltre, in relazione al momento, il Vangelo di Giovanni fa operare la scelta a Gesù quasi subito dopo il suo battesimo, mentre invece i vangeli sinottici pongono l'avvenimento parecchio tempo dopo, visto che Gesù avrebbe prima passato anche quaranta giorni nel deserto. Infine, anche i nomi dei primi apostoli scelti non coincidono tra la versione sinottica e quella giovannea[184][185][186];
- l'episodio della cacciata dei mercanti dal Tempio da parte di Gesù è descritta nel secondo capitolo (Gv 2,13-16[187]) da Giovanni, il quale, a differenza dei sinottici[188], per motivi redazionali pone l'episodio all'inizio e non alla fine del ministero di Gesù[122];
- come osservano gli esegeti del Nuovo Grande Commentario Biblico, "Giovanni non riporta nessuno degli episodi avvenuti durante il tragitto verso il luogo della crocifissione, contenuti negli altri vangeli" e gli stessi studiosi spiegano la discrepanza narrativa tra Giovanni[189] (dove Gesù porta da solo la croce per tutto il tragitto) e i Vangeli sinottici[190] (dove viene invece aiutato da Simone di Cirene) ritenendo che l'evangelista non fosse a conoscenza di tale tradizione o, a livello teologico, che Giovanni "scelse di far portare la croce a Gesù per significare che egli aveva ancora il pieno controllo del proprio destino"[191][192];
- Giovanni nel passo Gv 19,25-27[193] - al contrario dei sinottici[194], secondo i quali le donne erano lontane dalla croce e la madre di Gesù non era presente - riporta che le donne, alla crocifissione di Gesù, erano vicine alla croce ed era presente anche Maria la madre di Gesù[Nota 29][195][196];
- Giovanni differisce dai sinottici anche su giorno e ora di morte di Gesù e gli esegeti del "Nuovo Grande Commentario Biblico" sottolineano che la discrepanza tra le due cronologie, giovannea e sinottica[197], "suscita notevoli problemi" e ritengono - concordemente a studiosi come John Dominic Crossan, tra i cofondatori del Jesus Seminar[198], e il teologo cristiano Rudolf Bultmann[Nota 30] - che sia corretta solo quella riportata da Giovanni (ovvero che Gesù morì il giorno prima, quello della Preparazione, e non durante la Pasqua come indicato dai sinottici) anche "perché è difficile pensare che i sommi sacerdoti e gli scribi si siano comportati così come fecero, il primo giorno di Pasqua"[Nota 31]. Anche in merito all'ora in cui Gesù venne crocifisso, il Vangelo di Giovanni, riferendosi al mezzogiorno, si discosta di oltre tre ore dal sinottico Marco, che riporta la crocifissione alle 9 di mattina[Nota 32].

Si pongono, quindi, due problemi: 
- capire l'obiettivo teologico che ha guidato la stesura del materiale assente nei sinottici e che costituisce una parte di gran lunga prevalente del testo;
- comprendere le motivazioni che hanno indotto l'autore a trattare in modo talvolta radicalmente diverso il materiale in comune coi sinottici.

### Origine delle peculiarità del Quarto Vangelo
La risposta al primo problema deve essere cercata nelle caratteristiche della comunità per cui il vangelo è stato scritto e nelle difficoltà che essa attraversò nell'ultimo quarto del primo secolo. Il quarto vangelo è in forte polemica con la sinagoga e applica a Cristo una serie di categorie tipicamente giudaiche: Messia, Figlio dell'uomo, Colui del quale ha scritto Mosé, Colui che videro Abramo, Isaia, ecc. È logico pensare a una comunità giudeo-cristiana che affronta la separazione lacerante fra ebrei ortodossi e cristiani, che ebbe luogo dopo la distruzione di Gerusalemme (anno 70), quando gli ebrei privati del Tempio dovettero cercare la propria identità etnica nella fedeltà rigorosa alla Torah. 
La conoscenza del mondo giudaico del primo secolo è oggi facilitata dalla scoperta dei manoscritti di Qumran. Esso è risultato meno monolitico di quanto si era pensato in precedenza e spesso attraversato da tematiche dualistiche, che sino ad allora apparivano caratteristiche delle opere gnostiche, del secolo successivo. La localizzazione, poi, della comunità giovannea a Efeso, uno dei centri culturali più vivaci dell'impero romano, giustifica una certa contiguità con l'ellenismo e i suoi culti misterici. Non sorprende, quindi, che alcuni autori abbiano attribuito al quarto vangelo una "ellenizzazione" del cristianesimo, altri una sua "gnosticizzazione", se non, invece, una cristianizzazione del gnosticismo. Dopo Qumran, poi, l'enfasi di altri studiosi è caduta sui rapporti col mondo esseno.
La preoccupazione principale del quarto vangelo, quindi, sembra essere di annunciare e spiegare l'Incarnazione al mondo culturalmente variegato, in cui la comunità giovannea era inserita. Per l'autore di questo vangelo Gesù è il Verbo di Dio incarnato, il figlio di Dio che è via, verità e vita. La stessa passione e morte del Salvatore, lontane dall'essere una sconfitta, sono l'epifania della gloria di Dio Padre e dell'amore per la sua Chiesa. Ciò ha richiesto la redazione di testi, presentati spesso come discorsi di Gesù, completamente assenti nei vangeli sinottici. Questi pongono l'accento più sull'annuncio del Regno di Dio da parte di Gesù, che sui problemi teologici associati alla sua persona.

### Il quarto evangelista conosceva i sinottici?
Secondo Clemente Alessandrino autore del II e III secolo il vangelo di Giovanni è stato scritto presupponendo che il lettore già conoscesse i sinottici: "Giovanni per ultimo, consapevole che nei tre vangeli gli eventi materiali erano già stati riportati, esortato dai discepoli e divinamente ispirato dallo Spirito compose un vangelo spirituale". Da allora e nei secoli successivi con la denominazione di "vangelo spirituale" ci si riferirà sempre e solo a questo vangelo. Secondo Clemente Alessandrino, quindi, il quarto vangelo dovrebbe presupporre e tenere in conto i testi sinottici, mentre le contraddizioni sono da interpretare alla luce degli obiettivi teologici ( "spirituali") del testo.
In tempi relativamente recenti segue questa linea anche lo storico (e archeologo in Egitto, Arabia e Palestina) Giuseppe Ricciotti abate dei Canonici Regolari Lateranensi. Egli si mantiene nell'ortodossia, pur rischiando la scomunica per modernismo, quando cita lo storico del cristianesimo e anche lui archeologo Ernest Renan a sostegno della propria tesi della superiorità (pur nella continuità) del vangelo di Giovanni sui tre vangeli sinottici:
...Giovanni se non segue la tradizione sinottica, non la perde mai d'occhio. Giustamente ha detto il Renan che Giovanni "aveva una sua propria tradizione, una tradizione parallela a quella dei sinottici, e che la sua posizione è quella di un autore che non ignora ciò che è già stato scritto sull'argomento ch'egli tratta, approva molte delle cose già dette, ma crede d'avere informazioni superiori e le comunica senza preoccuparsi degli altri" ("Vita di Gesù Cristo" dell'Abate Ricciotti 1941, revisione del 1962).
La critica del XX secolo ha spesso ritenuto che le differenze con i sinottici siano tanto ampie che non è possibile ritrovare tracce inconfutabili della conoscenza diretta dei sinottici quali sono oggi noti, anzi sarebbe meglio supporre che Giovanni conoscesse testi della "tradizione sinottica", oggi perduti, ma non i primi tre vangeli nella redazione che oggi ci è nota.
Altri studiosi, invece, sostengono che Giovanni avesse una conoscenza diretta dei sinottici e hanno spiegato le discrepanze ammettendo che anche fra testi canonici (che dovrebbero essere divinamente ispirati) potesse essere ammessa una diversità di opinioni, uno sforzo di approfondire, se non addirittura di correggere. Questa possibilità risale alla scuola di Tubinga di F. C. Baur ed è stata recentemente seguita da B. Viviano, che ha analizzato in dettaglio dodici discrepanze fra il Vangelo di Matteo e quello di Giovanni. Di fatto, è stato osservato come il Vangelo di Giovanni condivida lo stesso schema narrativo di quello di Marco: inizia con la predicazione del Battista e termina con la Passione: poiché è improbabile che lo stesso genere letterario sia stato inventato due volte, in modo reciprocamente indipendente, si presuppone quindi che l'autore del vangelo giovanneo debba aver conosciuto il Vangelo secondo Marco.
L'esegesi biblica ha inoltre evidenziato che le differenze rispetto ai Sinottici potrebbero essere spiegate con lo sfondo culturale in cui si è sviluppato il più tardo dei vangeli. Secondo alcuni interpreti il pensiero religioso del quarto vangelo risentirebbe di influenze gnostiche, ellenistiche (filosofia greca, Filone di Alessandria) e soprattutto giudaiche, che avrebbero agito in qualche misura sull'opera giovannea.

## Opinioni qualificate sul vangelo di Giovanni e i suoi commentatori
Origene di Alessandria, un altro autore del III secolo, con un'immagine suggestiva tesa a distinguerlo per le sue caratteristiche dai tre vangeli sinottici, si riferirà al quarto vangelo chiamandolo "il fiore dei vangeli".
Proprio perché questo vangelo mostra numerose differenze e non solo stilistiche, rispetto ai primi tre, era particolarmente apprezzato negli ambienti gnostici. Non è un caso quindi che il primo commentatore del vangelo di Giovanni fu proprio un rappresentante del cristianesimo gnostico: Eracleone.
In età carolingia i commentatori di Giovanni di maggior rilievo furono Alcuino di York, Claudio di Torino, Rabano Mauro, Valafrido Strabone.

### Riferimenti
1. ↑   Gv 8,12, su La Parola - La Sacra Bibbia in italiano in Internet.
2. ↑   Gv 21, 20-24, su La Parola - La Sacra Bibbia in italiano in Internet.
3. ↑   Gv 19, 25, su La Parola - La Sacra Bibbia in italiano in Internet.
4. ↑   Gv 19, 35, su La Parola - La Sacra Bibbia in italiano in Internet.
5. 1 2  Bruno Maggioni, Introduzione all'opera giovannea, in La Bibbia, Edizioni San Paolo, 2009.
6. ↑  A. Debrunner et al., voce: λέγω in: G. Kittel / G. Friedrich (a cura di), Grande lessico del Nuovo Testamento, vol. IV, Brescia, Paideia, 1970, coll. 199-380.
7. ↑   Gv 11, 32-38, su laparola.net.
8. ↑   Gv 13,3, su La Parola - La Sacra Bibbia in italiano in Internet.
9. 1 2  Delbert Burkett, An Introduction to the New Testament and the Origins of Christianity, Cambridge University Press, 2002
10. ↑  Michele Mazzeo, Vangelo e Lettere di Giovanni. Introduzione, esegesi e teologia, Edizioni Paoline, 2009.
11. ↑  (DE)  Rudolf Bultmann, Das Evangelium des Johannes, 1941, Gottingen.
12. ↑  (DE)  Martin Hengel, Der Sohn Gottes, 1975, Tubingen.
13. ↑  (DE)  Martin Hengel, Die Johanneische Frage, 1993, Tubingen, ISBN 9783161458361.
14. ↑  (DE)  Rudolf Pesch, Antisemitismus in der Bibel?, Augsburg, 2005.
15. ↑   Gv 19,26, su La Parola - La Sacra Bibbia in italiano in Internet.
16. ↑   Gv 21,24, su La Parola - La Sacra Bibbia in italiano in Internet.
17. ↑   Gv 13,23, su La Parola - La Sacra Bibbia in italiano in Internet.
18. ↑   Gv 20,2-10, su La Parola - La Sacra Bibbia in italiano in Internet.
19. ↑   Gv 21,7, su La Parola - La Sacra Bibbia in italiano in Internet.
20. ↑   Gv 1,35-40, su La Parola - La Sacra Bibbia in italiano in Internet.
21. ↑   Gv 18,15, su La Parola - La Sacra Bibbia in italiano in Internet.
22. 1 2 3 4 5 6   Joseph Ratzinger, Gesù di Nazareth, 2007, Rizzoli.
23. 1 2  (DE)  Henri Cazelles, Johannes. Ein Sohn des Zebedaus, in “IkaZ Communio, 2002, pp.479-484.
24. ↑  Bibbia TOB, Elle Di Ci Leumann, 1997, p. 2414, ISBN 88-01-10612-2.
25. ↑  Bibbia di Gerusalemme, EDB, 2011, p. 2511, ISBN 978-88-10-82031-5.
26. ↑  Brown, 2002, p. 1240.
27. ↑  Raymond E. Brown, The Birth of the Messiah, Doubleday, 1993, pp. 27, 573, ISBN 0-385-47202-1.
28. ↑  John Dominic Crossan, Who killed Jesus?, HarperOne, 1995, pp. 16-26, ISBN 978-0-06-061480-5.
29. ↑  Bart Ehrman, Jesus apocalyptic prophet of the new millennium, Oxford University Press, 1999, pp. 41-48, ISBN 978-0-19-512474-3.
30. ↑  Eusebio, Storia della Chiesa, III, 39
31. ↑  (DE)  Peter Stuhlmacher, Biblische Theologie des Neuen Testaments, 1992 e 1999, Gottingen.
32. ↑   Gv 2,17, su La Parola - La Sacra Bibbia in italiano in Internet.
33. ↑   Gv 2,22, su La Parola - La Sacra Bibbia in italiano in Internet.
34. ↑   Gv 12,16, su La Parola - La Sacra Bibbia in italiano in Internet.
35. ↑  (FR)  DUFOUR, X. LÉON, Lecture de l'Évangile selon Jean. Tome I, 1988, Éditions du Seuil.
36. ↑  (EN) Elisabeth Schüssler Fiorenza, 'The Book of Revelation: Justice and Judgment, Fortress Press, 1998, ISBN 978-0-8006-3161-1, pag 89 e seg
37. ↑  Charles Kingsley Barrett, The Gospel According to St. John: An Introduction With Commentary and Notes on the Greek Text, Westminster John Knox Press, 1978, ISBN 978-0-664-22180-5, pag 102
38. 1 2 3  (EN) Enciclopedia Britannica online, voci Gospel According to John, Biblical literature - The fourth Gospel: The Gospel According to John e Biblical literature - The Revelation to John
39. ↑  Charles Kingsley Barrett, The Gospel According to St. John: An Introduction With Commentary and Notes on the Greek Text, Westminster John Knox Press, 1978, ISBN 978-0-664-22180-5, pag 133 e 134
40. ↑  Augias e Pesce, p. 43.
41. ↑   Gv 5,2, su La Parola - La Sacra Bibbia in italiano in Internet.
42. ↑  (IT)  Antonio Socci, La guerra contro Gesù, 2011, Rizzoli.
43. ↑  L'ipotesi è citata, ad es., in Giuseppe Ricciotti, Vita di Gesù Cristo, ed. 1962.
44. ↑  Bruno Maggioni, Introduzione all'opera giovannea, in La Bibbia, edizioni San Paolo, 2009.
45. ↑  Augias e Pesce.
46. ↑   Gv 5,2, su La Parola - La Sacra Bibbia in italiano in Internet.
47. ↑   Gv 3,23, su La Parola - La Sacra Bibbia in italiano in Internet.
48. ↑   Gv 12,20-21, su La Parola - La Sacra Bibbia in italiano in Internet.
49. ↑   L'anglicano liberale che anticipa la datazione del Nuovo Testamento, su lanuovabq.it, 6 marzo 2022.
50. ↑   Gv 18,31-33, su La Parola - La Sacra Bibbia in italiano in Internet.
51. ↑   Gv 18,37-38, su La Parola - La Sacra Bibbia in italiano in Internet.
52. ↑  Dizionario enciclopedico della Bibbia, Borla-Città Nuova, 1995
53. ↑   Gv 1,1-18, su La Parola - La Sacra Bibbia in italiano in Internet.
54. ↑   Gv 1,19-12,50, su La Parola - La Sacra Bibbia in italiano in Internet.
55. ↑   Gv 1, 19-2, 12, su La Parola - La Sacra Bibbia in italiano in Internet.
56. ↑   Is 53, 6-7, su La Parola - La Sacra Bibbia in italiano in Internet.
57. ↑   Gv 2-4, su La Parola - La Sacra Bibbia in italiano in Internet.
58. ↑   Is 55, 1-5, su La Parola - La Sacra Bibbia in italiano in Internet.
59. ↑   Is 44, 3, su La Parola - La Sacra Bibbia in italiano in Internet.
60. ↑   Gv 5, su La Parola - La Sacra Bibbia in italiano in Internet.
61. ↑   Gv 6, su La Parola - La Sacra Bibbia in italiano in Internet.
62. ↑   Pr 9, 1-5, su La Parola - La Sacra Bibbia in italiano in Internet.
63. ↑   Sir 24, 19-21, su La Parola - La Sacra Bibbia in italiano in Internet.
64. ↑   Gv 7-9, su La Parola - La Sacra Bibbia in italiano in Internet.
65. ↑   Is 49, 6, su La Parola - La Sacra Bibbia in italiano in Internet.
66. ↑   Gv 10-11, su La Parola - La Sacra Bibbia in italiano in Internet.
67. ↑   Ez 34, 23-31, su La Parola - La Sacra Bibbia in italiano in Internet.
68. ↑   Gv 10, 30, su La Parola - La Sacra Bibbia in italiano in Internet.
69. ↑   Gv 13-20, su La Parola - La Sacra Bibbia in italiano in Internet.
70. ↑   Gv 13-17, su La Parola - La Sacra Bibbia in italiano in Internet.
71. ↑   Gv 18-19, su La Parola - La Sacra Bibbia in italiano in Internet.
72. ↑   Gv 20, su La Parola - La Sacra Bibbia in italiano in Internet.
73. ↑   Gv 20,30-31, su La Parola - La Sacra Bibbia in italiano in Internet.
74. ↑   Gv 20,28, su La Parola - La Sacra Bibbia in italiano in Internet.
75. ↑   Gv 1,14, su La Parola - La Sacra Bibbia in italiano in Internet.
76. ↑   Prv 8,22-31, su La Parola - La Sacra Bibbia in italiano in Internet.
77. ↑   Sir 24,1-11, su La Parola - La Sacra Bibbia in italiano in Internet.
78. ↑   Sir 24,23, su La Parola - La Sacra Bibbia in italiano in Internet.
79. ↑   Gen 1, su La Parola - La Sacra Bibbia in italiano in Internet.
80. ↑   Gv 1,3, su La Parola - La Sacra Bibbia in italiano in Internet.
81. ↑   Gv 15,12, su La Parola - La Sacra Bibbia in italiano in Internet.
82. ↑  Elaine Pagels, Charles Hedrick, Nag Hammadi codices XI, XII, XIII, BRILL, 1990, ISBN 90-04-07825-8, pp. 371-375.
83. ↑  Brown, 2002, p. 1245.
84. ↑  Bart Ehrman, Il Nuovo Testamento, Carocci Editore, 2015, p. 179, ISBN 978-88-430-7821-9.
85. 1 2 3 4  Gerd Theissen, Il Nuovo Testamento, Carocci, 2003.
86. 1 2  Brown, 2002, p. 1235.
87. ↑  Bibbia TOB, Elle Di Ci Leumann, 1997, pp. 2413-2414, ISBN 88-01-10612-2.
88. ↑  Bibbia di Gerusalemme, EDB, 2011, pp. 2509-2511, ISBN 978-88-10-82031-5.
89. ↑  Bart Ehrman, Il Nuovo Testamento, Carocci Editore, 2015, pp. 181-185, ISBN 978-88-430-7821-9.
90. ↑  Raymond E. Brown, The Birth of the Messiah, Doubleday, 1993, p. 27, ISBN 0-385-47202-1.
91. ↑   Gv 7,53-8,11, su La Parola - La Sacra Bibbia in italiano in Internet.
92. ↑  Giorgio Zevini, Vangelo secondo Giovanni, Città Nuova, 2009.
93. ↑   Gv 21,1-25, su La Parola - La Sacra Bibbia in italiano in Internet.
94. ↑   Gv 20, su La Parola - La Sacra Bibbia in italiano in Internet.
95. 1 2  Cfr ad esempio:Brown, 2002, pp. 1235-1236, 1243, 1255-1259; Bibbia di Gerusalemme, EDB, 2011, pp. 2509-2510, ISBN 978-88-10-82031-5; Bibbia TOB, Elle Di Ci Leumann, 1997, pp. 2409, 2422, 2452, ISBN 88-01-10612-2; La Sacra Bibbia illustrata Vol. 4. Nuovo Testamento, Versione ufficiale CEI, Mondadori, 2010, pp. 182, 200.
96. ↑   Gv 7,53-8,11, su La Parola - La Sacra Bibbia in italiano in Internet.
97. ↑  Bart Ehrman, Sotto falso nome, Carocci Editore, 2012, p. 225, ISBN 978-88-430-6627-8.
98. ↑  Bart Ehrman, Il Nuovo Testamento, Carocci Editore, 2015, p. 180, ISBN 978-88-430-7821-9.
99. ↑  Bibbia TOB, Elle Di Ci Leumann, 1997, pp. 2413, 2437, ISBN 88-01-10612-2.
100. ↑  Brown, 2002, pp. 1243, 1261-1262, 1264.
101. ↑   Lv 20,10, su La Parola - La Sacra Bibbia in italiano in Internet.
102. ↑  Bart Ehrman, Misquoting Jesus, The story behind who changed the Bibble and why, HarperOne, 2005, p. 64, ISBN 978-0-06-085951-0.
103. ↑   Gv 21,25, su La Parola - La Sacra Bibbia in italiano in Internet.
104. ↑   Lc 21,38, su La Parola - La Sacra Bibbia in italiano in Internet.
105. 1 2  Bruce Metzger e Bart Ehrman, Il testo del Nuovo Testamento, Paideia Editrice, 2013, pp. 276-277, ISBN 978-88-394-0853-2.
106. ↑  Bart Ehrman, Gesù non l'ha mai detto - Millecinquecento anni di errori e manipolazioni nella traduzione dei vangeli, Mondadori, 2007, pp.74-76, 95, ISBN 978-88-04-57996-0.
107. ↑  Giorgio Zevini, Vangelo secondo Giovanni, Città Nuova, 2009
108. 1 2  CATHOLIC ENCYCLOPEDIA: Gospel of Saint John
109. ↑  Bart Ehrman, Prima dei vangeli, Carocci Editore, 2017, pp. 41-42, ISBN 978-88-430-8869-0.
110. ↑  Bibbia TOB, Elle Di Ci Leumann, 1997, p. 2437, ISBN 88-01-10612-2.
111. ↑   Gv 21, su La Parola - La Sacra Bibbia in italiano in Internet.
112. ↑  (DE)  Karl August Credner, Einleitung in Das Neue Testament, 2011, Brossura.
113. ↑  (FR)  Frédéric GODET, Introduction au Nouveau Testament, 1904, Neuchâtel.
114. ↑  Lagrange 1948, Hoskyns 1947, Smalley 1974
115. ↑  Minear 1983, Brodie 1993, O'Day 1995
116. ↑  (IT)  Alain Marchadour, Vangelo di Giovanni, 2003, S. Paolo Edizioni.
117. ↑  (IT)  Ugo Grozio, De veritate religionis Christianae, 1632.
118. ↑  La Sacra Bibbia illustrata Vol. 4. Nuovo Testamento, Versione ufficiale CEI, Mondadori, p. 208, 2010.
119. ↑  Bibbia TOB, Elle Di Ci Leumann, 1997, pp. 2413, 2475, ISBN 88-01-10612-2. (Cfr anche: Bibbia di Gerusalemme, EDB, 2011, p. 2509, ISBN 978-88-10-82031-5 e Bart Ehrman, Misquoting Jesus, The story behind who changed the Bibble and why, HarperOne, pp. 61, 2005, ISBN 978-0-06-085951-0.).
120. ↑  Brown, 2002, pp. 1235-1236, 1240, 1289.
121. ↑   Gv 2,13-16, su La Parola - La Sacra Bibbia in italiano in Internet.
122. 1 2  Brown, 2002, p. 1236.
123. ↑   Gv 2,11, su La Parola - La Sacra Bibbia in italiano in Internet.
124. ↑   Gv 2,23, su La Parola - La Sacra Bibbia in italiano in Internet.
125. ↑   Gv 4,54, su La Parola - La Sacra Bibbia in italiano in Internet.
126. 1 2 3  Bart Ehrman, Il Nuovo Testamento, Carocci Editore, 2015, p. 181, ISBN 978-88-430-7821-9.
127. ↑  Bart Ehrman, Jesus, Interrupted - Revealing the Hidden Contradictions in the Bible, HarperCollins Publishers, 2009, pp. 8-9, ISBN 978-0-06-186327-1.
128. ↑   Gv 2; Gv 3,1-21, su La Parola - La Sacra Bibbia in italiano in Internet.
129. ↑   Gv 3,22, su La Parola - La Sacra Bibbia in italiano in Internet.
130. ↑   Gv 3,1-21, su La Parola - La Sacra Bibbia in italiano in Internet.
131. ↑  Bart D. Ehrman, Gesù è davvero esistito? Un'inchiesta storica, Mondadori, 2013, p. 92, ISBN 978-88-04-63232-0.
132. ↑  Bibbia TOB, Elle Di Ci Leumann, 1997, pp. 2409, 2422, ISBN 88-01-10612-2.
133. ↑   Gv 3,22, su La Parola - La Sacra Bibbia in italiano in Internet.
134. ↑   Gv 4,1-2, su La Parola - La Sacra Bibbia in italiano in Internet.
135. ↑   Gv 4,44, su La Parola - La Sacra Bibbia in italiano in Internet.
136. ↑   Gv 4,45, su La Parola - La Sacra Bibbia in italiano in Internet.
137. ↑   Gv5,2-7, su La Parola - La Sacra Bibbia in italiano in Internet.
138. ↑   Gv5,4, su La Parola - La Sacra Bibbia in italiano in Internet.
139. ↑  Brown, 2002, p. 1243.
140. ↑  Bibbia TOB, Nuovo Testamento Vol.3, Elle Di Ci Leumann, p. 308, 1976.
141. ↑  Bart Ehrman, Misquoting Jesus, The story behind who changed the Bibble and why, HarperOne, 2005, pp. 98, 266, ISBN 978-0-06-085951-0.
142. ↑  La Sacra Bibbia illustrata Vol. 4. Nuovo Testamento, Versione ufficiale CEI, Mondadori, p. 182, 2010.
143. ↑   Gv 5;6, su La Parola - La Sacra Bibbia in italiano in Internet.
144. ↑   Gv 5, su La Parola - La Sacra Bibbia in italiano in Internet.
145. ↑   Gv 6, su La Parola - La Sacra Bibbia in italiano in Internet.
146. ↑   Gv 4, su La Parola - La Sacra Bibbia in italiano in Internet.
147. ↑  Brown, 2002, p. 1255.
148. ↑   Gv 6,1-14, su La Parola - La Sacra Bibbia in italiano in Internet.
149. ↑   Gv 6,22-25, su La Parola - La Sacra Bibbia in italiano in Internet.
150. ↑  Brown, 2002, pp. 1255-1259.
151. ↑   Gv 7,3-4, su La Parola - La Sacra Bibbia in italiano in Internet.
152. ↑   Gv 2,23; Gv 5,1-9, su La Parola - La Sacra Bibbia in italiano in Internet.
153. ↑  Bibbia di Gerusalemme, EDB, 2011, pp. 2509-2510, ISBN 978-88-10-82031-5.
154. ↑   Gv 11,2, su La Parola - La Sacra Bibbia in italiano in Internet.
155. ↑   Gv 12, su La Parola - La Sacra Bibbia in italiano in Internet.
156. ↑   Gv 12,36, su La Parola - La Sacra Bibbia in italiano in Internet.
157. ↑   Gv 12,37-43, su La Parola - La Sacra Bibbia in italiano in Internet.
158. ↑   Gv 12,44, su La Parola - La Sacra Bibbia in italiano in Internet.
159. ↑   Gv 13,36; Gv 14,4-5, su La Parola - La Sacra Bibbia in italiano in Internet.
160. ↑   Gv 16,5, su La Parola - La Sacra Bibbia in italiano in Internet.
161. 1 2  Bibbia di Gerusalemme, EDB, 2011, p. 2509, ISBN 978-88-10-82031-5.
162. ↑  Bart D. Ehrman, Jesus, Interrupted - Revealing the Hidden Contradictions in the Bible, HarperCollins Publishers, 2009, p. 9, ISBN 978-0-06-186327-1.
163. ↑   Gv 14,31, su La Parola - La Sacra Bibbia in italiano in Internet.
164. ↑   Gv 15;16;17, su La Parola - La Sacra Bibbia in italiano in Internet.
165. ↑  Bibbia TOB, Elle Di Ci Leumann, 1997, p. 2452, ISBN 88-01-10612-2.
166. ↑  La Sacra Bibbia illustrata Vol. 4. Nuovo Testamento, Versione ufficiale CEI, Mondadori, p. 200, 2010.
167. ↑   Gv 3,12-21.31-36, su La Parola - La Sacra Bibbia in italiano in Internet.
168. ↑   Gv 12,44-50, su La Parola - La Sacra Bibbia in italiano in Internet.
169. ↑   Gv 7,28, su La Parola - La Sacra Bibbia in italiano in Internet.
170. ↑   Gv 8,14, su La Parola - La Sacra Bibbia in italiano in Internet.
171. ↑   Gv 7,34-36, su La Parola - La Sacra Bibbia in italiano in Internet.
172. ↑   Gv 8,21, su La Parola - La Sacra Bibbia in italiano in Internet.
173. ↑   Gv 20,20-31, su La Parola - La Sacra Bibbia in italiano in Internet.
174. ↑   Gv 21,24-25, su La Parola - La Sacra Bibbia in italiano in Internet.
175. ↑   Mc1,9-13; Mt4,1-11; Lc4,1-13, su laparola.net..
176. ↑   Gv1,19-50; 2,1-13, su laparola.net..
177. ↑  Bart D. Ehrman, Jesus, Interrupted - Revealing the Hidden Contradictions in the Bible, HarperCollins Publishers, 2009, pp. 40-41, ISBN 978-0-06-186327-1.
178. ↑   Gv 3,22-24; Gv 4,1-3, su La Parola - La Sacra Bibbia in italiano in Internet.
179. ↑   Mc1,14; Mt4,12, su laparola.net..
180. ↑  Adriana Destro e Mauro Pesce, La morte di Gesù, Rizzoli, 2014, pp. 104-105, ISBN 978-88-17-07429-2.
181. ↑  Bart Ehrman, Prima dei vangeli, Carocci Editore, 2017, p. 180, ISBN 978-88-430-8869-0.
182. ↑   Gv1,35-51, su La Parola - La Sacra Bibbia in italiano in Internet.
183. ↑   Mc1,14-20; Mt4,12-22; Lc5,1-11, su laparola.net..
184. ↑  Augias e Pesce, p. 45.
185. ↑  Bart D. Ehrman, Gesù è davvero esistito? Un'inchiesta storica, Mondadori, 2013,pag. 324, ISBN 978-88-04-63232-0.
186. ↑  Adriana Destro e Mauro Pesce, La morte di Gesù, Rizzoli, 2014, p. 33, ISBN 978-88-17-07429-2.
187. ↑   Gv 2,13-16, su La Parola - La Sacra Bibbia in italiano in Internet.
188. ↑   Mc11,7-17; Mt21,12-13; Lc19,45-46, su laparola.net..
189. ↑   Gv19,16-18, su laparola.net..
190. ↑   Mc15,20-22; Mt27,31-34; Lc23,26, su laparola.net..
191. ↑  Brown, 2002, pp. 877, 1285.
192. ↑  Bart Ehrman, Il vangelo del traditore, Mondadori, 2010, pp. 216-217, ISBN 978-88-04-59690-5.
193. ↑   Gv 19,25-27, su La Parola - La Sacra Bibbia in italiano in Internet.
194. ↑   Mc15,40-41; Mt27,55-56; Lc23,49, su laparola.net..
195. ↑  Bart Ehrman, E Gesù diventò Dio, Nessun Dogma Editore, 2017, p. 139, ISBN 978-88-98602-36-0.
196. ↑  Bibbia di Gerusalemme, EDB, 2011, p. 2569, ISBN 978-88-10-82031-5.
197. ↑   Mt26,17; Mc14,12; Lc22,7; Gv19,31, su laparola.net..
198. ↑  John Dominic Crossan, Who killed Jesus?, HarperOne, 1995, p. 100, ISBN 978-0-06-061480-5.
199. ↑  Frammento delle Hypotyposeis citato da Eusebio di Cesarea (HE, VI, 14, 7). La traduzione è tratta da R. Fabris, Giovanni, Borla, Roma 1992, p.25.
200. ↑  Benedict T. Viviano, Matthew and His World. The Gospel of the Open Jewish Christians, Academic Press Fribourg, 2007, in particolare il cap. 18:John's Use of Matthew: Beyond Tweaking, pp. 245-269.